# Isojärvi (sjö i Janakkala, Egentliga Tavastland)
Isojärvi är en sjö i kommunen Janakkala i landskapet Egentliga Tavastland i Finland. Sjön ligger 132,4 meter över havet. Arean är 2,65 kvadratkilometer och strandlinjen är 15,32 kilometer lång. Sjön  ingår i Kumo älvs huvudavrinningsområde.   Den ligger omkring 18 km öster om Tavastehus och omkring 87 km norr om Helsingfors. 
I sjön finns öarna Vohlisaari, Korkeasaari och Kivisaari. 